# Julio Plaza
Julio Plaza, nome de batismo Julio Plaza González (Madrid, 01 fevereiro de 1938 - São Paulo, 17 de junho de 2003), foi um artista multimídia, curador e professor universitário espanhol, naturalizado brasileiro. As artes gráficas, a comunicação visual e o desenho industrial compõem suas pesquisas e produção artística.
Nos anos iniciais de sua produção dedicou-se à pintura, mas os materiais industriais tornaram-se elementos centrais em sua obra. Na pintura teve como referência importante a arte concreta e a Bauhaus que reverberam em suas pinturas marcadas pela criação cinética. Na Espanha, integrou o Grupo Castilla 63 formado por jovens artistas que buscavam inserção no campo artístico de Madrid.  Sua produção deste período expressava o geometrismo e o uso de materiais industriais, como ferragens, compondo obras representativas dos paradigmas concretos. A poesia concreta impactou sua produção e marcou sua fase construtivista, expressando-se em obras como os diversos livros de artista que produziu, alguns deles em parceria com Augusto de Campos. Tal atuação inscreve-se em um fazer alinhado a suas habilidades para o design.
No campo da arte postal criou obras e organizou exposições, incluindo a curadoria da 16.ª Bienal Internacional de Arte de São Paulo. Em diálogo com a vanguarda russa e o construtivismo, sua obra explora a relação entre arte e matemática, utilizando elementos geométricos, cálculos e fórmulas para criar um trabalho preciso e racional. Julio Plaza destaca-se como um dos principais artistas na área da arte telemática no Brasil. Entusiasta do videotexto, produziu obras e pesquisou sobre a temática,  sendo também curador da 17.ª Bienal Internacional de São Paulo - Novos Media, Videotexto. Além disso, participou de diferentes edições da Bienal de São Paulo, como curador e artista convidado.
Atuou em diversas instituições de ensino superior, dentre as quais a Escola de Comunicações e Artes da Universidade de São Paulo (ECA/USP), na qual foi responsável pela criação da habilitação em Multimídia e Intermídia do Departamento de Artes Plásticas. Além disso, atuou na criação do programa de pós-graduação em Artes Visuais. Foi casado e estabeleceu parceria artística com a artista brasileira Regina Silveira. Em 17 de junho de 2003, morreu em decorrência de um derrame.

## Trajetória
Julio Plaza nasceu 01 fevereiro de 1938 na cidade de Madrid, Espanha, no período da ditadura franquista. Filho de Sofia Gonzales e Leocadio Plaza,  demonstrava desde a infância uma aptidão para as artes. Sua tia Angela, grande incentivadora, levava-o para exposições e o presenteava com livros e materiais de desenho, estimulando seu talento desde cedo. Entre a adolescência e o início da vida adulta, trabalhou numa fábrica de vidros, experiência que, além de uma cicatriz no dedo, rendeu-lhe habilidades que viria a utilizar em suas obras, com materiais industriais.
Durante a década de 1950, participou de cursos livres de arte no Círculo de Bellas Artes de Madrid.
Nos primeiros anos da década de 1960 viajou pela Europa para desenvolver seu repertório artístico. Estudou na École des Beaux-Arts e na  Academia Julian, ambas em Paris.
Nesse período, conheceu obras de artistas do construtivismo russo, como Malevich, Mondrian, Pevsner, Kandinsky, Naum Gabo, László Moholy-Nagy, assim como manifestações inspiradas pelo movimento. Também entrou em contato com a arte concreta e a Bauhaus. Esse contato irá refletir-se em suas pinturas marcadas pela criação cinética, expostas na 9.ª Bienal de São Paulo.
Em 1962, em Madrid, aproximou-se da poesia concreta brasileira do grupo Noigandres e chegou a corresponder-se com Haroldo de Campos após ler A Arte no Horizonte Provável, experiência fundamental para sua formação artística, pois influenciou a produção de sua fase construtivista.

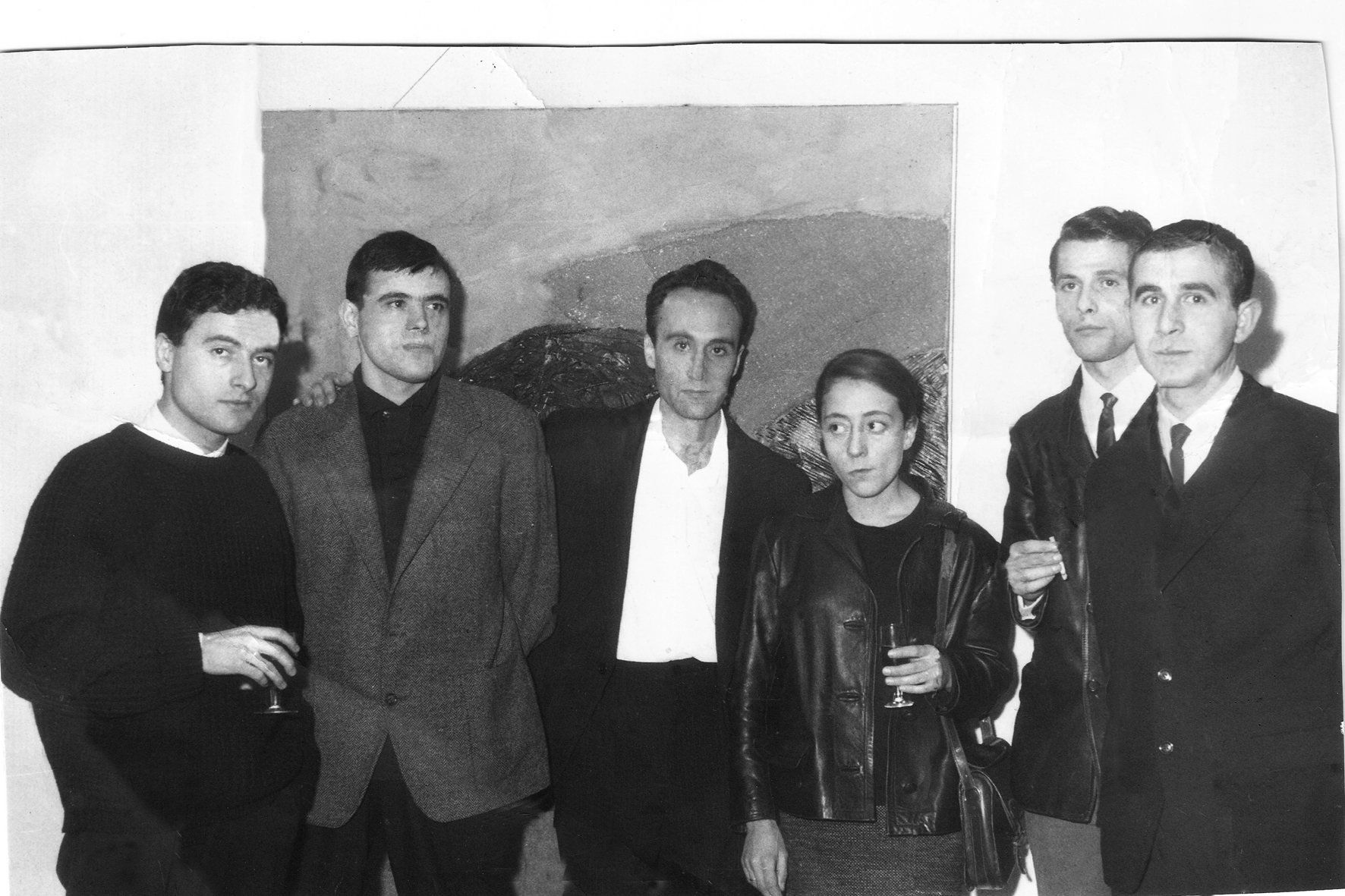
Integrantes do Grupo Castilla 63. Da direita para a esquerda, Julio Plaza é o segundo, posicionado ao lado de Elena Asins

Em 1963, juntamente com outros jovens artistas, incluindo sua primeira esposa, Elena Asins - com quem teve uma filha -, e Luis Lugan, Julio Plaza fundou, na Espanha, o Grupo Castilla 63. Formado pelos jovens artistas castelhanos Onésimo Anciones, Elena Asín, Lugan, Julio Plaza, Ventura, Miguel Pinto, García Núñez e Manuel Prior ,  o grupo tinha a proposta de sair do anonimato, adentrando o cenário das artes em Madrid. Nesta fase, sua produção foi marcada por um geometrismo incipiente, ecos figurativos e pelo uso de materiais industriais, como ferragens, que fazia soldar para compor obras dentro dos paradigmas concretos. É a partir deste período que Julio Plaza começa a participar de exposições em Madrid.
Em 1966, conheceu o escritor Ignácio Gómez de Liaño e, junto a Elena Asins e Luis Lugan, foi convidado a integrar a Cooperativa Artística y Artesana (CPAA), convivendo com músicos, escritores e poetas. Julio Plaza foi responsável por supervisionar a relação da cooperativa com o campo das artes plásticas, além de responsabilizar-se pela criação de seu logotipo. Nesse ano, produziu Composición  Positivo  Negativo  con  Simetria  Giratória y Especular, pintura de caráter construtivista que exprime uma combinação equilibrada de figuras geométricas, sobretudo quadrados e cores, assim como outras obras desse período.
Ainda em 1966, realizou sua primeira exposição individual na Galeria Nebli, Espanha, com obras marcadas pela experimentação e, em 1967, conheceu a artista brasileira Regina Silveira, com quem iria formalizar sua união casando-se em 1969.
A partir de sua participação em exposição no Museu de Navarra, Pamplona, em 1967, Julio Plaza foi contemplado com uma bolsa de estudos do Ministério das Relações Exteriores brasileiro e mudou-se para o Rio de Janeiro, ingressando na Escola Superior de Desenho Industrial (ESDI).  Nesse mesmo ano, participou 9ª Bienal de São Paulo com as pinturas Elementos Modulares Programados (1967), Objeto Cibernético (obra aberta) (1967), Cubos Programados de Vértice (obra aberta) (1967) e Móvel Programado (pendente, obra aberta) (1967). Na ESDI, foi tutorado pelo crítico de arte e poeta Ángel Crespo, e entrou em contato com Silvia Steinberg, António Manuel, Raymundo Collares, Cildo Meireles, importantes figuras da arte moderna brasileira.

Para o artista, por meio desta experiência na ESDI
as artes gráficas, o desenho industrial e a comunicação visual entram definitivamente em meu campo de interesse e se integram às minhas pesquisas e poéticas. 
Com o término da bolsa de estudos, em 1969 mudou-se para São Paulo, passando a frequentar o ateliê do argentino Julio Pacello. Foi ali, num ambiente com ferramentas apropriadas, que Julio Plaza finalizou um livro objeto, projeto iniciado no ateliê de gravura da escola carioca.
Foi convidado pelo reitor José Enrique Arrarás a lecionar na Universidad de Puerto Rico, Mayagüez  e, em 1969, mudou-se para o país com Regina Silveira, onde viveu por quatro anos. Na universidade, teve à sua disposição recursos técnicos avançados para a fotografia, como a impressão em serigrafia, offset e a fotomecânica. Além disso, com a universidade marcada por intercâmbios, conheceu os artistas Robert Morris, Frank Stella, Roy Lichtenstein, Rafael Ferrer e teóricos como Barbara Rose, Germano Celant e Umbro Apollonio. Tais aspectos propiciaram a renovação de seu repertório e novas experimentações com os recursos e a linguagem de reprodução técnica.
Em Mayagüez, começou experimentações com arte postal  e, em 1972, organizou Creacíon, Creation...,  uma mostra internacional de arte postal que celebrava uma arte descomprometida com o mercado e marcada pela autogestão dos próprios artistas. Produziu On/Off  (1972-1974), representativa da arte postal, em parceria com Regina Silveira. A publicação, que contou com três edições, apresentava formatos variados e consistia em envelopes contendo reproduções de trabalhos artísticos realizados por diferentes artistas. As edições eram distribuídas gratuitamente para instituições artísticas e pessoas do meio, com o objetivo de questionar os meios tradicionais de circulação da arte.
Ao retornar ao Brasil em 1973 e fixar residência em São Paulo, Julio Plaza deu continuidade a sua trajetória acadêmica, lecionando na Faculdade de Artes Plásticas da Fundação Armando Álvares Penteado (FAAP). Posteriormente, em 1976, ingressou no Departamento de Artes Plásticas da ECA/USP como docente, onde se dedicou principalmente à área de multimídia.
Em colaboração com Donato Ferrari, Walter Zanini e Regina Silveira, fundou o Centro de Artes Visuais ASTER em São Paulo, no ano de 1978. O ASTER era uma escola independente que oferecia cursos, encontros, palestras e exposições de artes e funcionou até o primeiro semestre de 1981.
Em 1983, na Pontifícia Universidade Católica de São Paulo (PUC-SP) , defendeu seu mestrado -  sob orientação de Lucia Santaella - com a dissertação Videografia em Videotexto. No mesmo ano, iniciou doutorado na mesma instituição, também sob supervisão de Lucia Santaella, defendendo em 1985 a tese Tradução Intersemiótica, em que aborda a proposta de transposição entre sistemas para tradução de obras em variadas linguagens.
Em 1990 finalizou pós-doutorado no Departamento de Comunicación Audiovisual y Publicidad, na Facultad de Ciencias de la Información, Universidad Complutense de Madrid (UCM), na Espanha, com o título As imagens das Novas Tecnologias da Comunicação.
Julio Plaza participou da 16.ª Bienal de São Paulo, em 1981, como curador de exibição de arte postal e, em 1994, participou da Bienal Brasil Século 20 na Fundação Bienal em São Paulo com as obras Duchamp vs. Vasarely (1974) e Art. (1972).
Em 17 de junho de 2003, morreu em decorrência de um derrame.

### Docência e Atuação em Museus
A carreira docente de Julio Plaza iniciou-se em 1969, na Universidad de Puerto Rico, e viria a consolidar-se nos anos em que foi docente da ECA/USP, instituição onde atuou entre 1974 até 2003.
Na Universidad de Puerto Rico, além de lecionar, realizou esculturas para o campus, organizou ateliês, salas de exposições e a infraestrutura para o ensino de arte.
No Departamento de Artes Plásticas da ECA/USP lecionou disciplinas nos eixos comunicação e audiovisual. Na graduação em Artes Plásticas, criou a habilitação em Multimídia e Intermídia e instaurou suas disciplinas. Junto com Regina Silveira, Carmela Gross e outros professores, criou o programa de pós-graduação na ECA/USP, atuando na criação da linha de pesquisa Multimeios, voltada às pesquisas em arte e tecnologia.
Julio Plaza colaborou com Walter Zanini, então professor do Departamento de Artes Plásticas da USP e diretor Museu de Arte Contemporânea da Universidade de São Paulo (MAC/USP), no final da década de 1960, para a redefinição do programa do museu e de seu significado junto ao público para que se tornasse dispositivo de linguagens variadas e circuito de distribuição de obras de arte. Além disso, no período, foi responsável pelo design das peças gráficas do museu e organizou as exposições Plásticas Visuais e Prospectiva'74, marcos para a arte não-sistema no Brasil.
No MAC/USP, sua curadoria trouxe exposições centradas na comunicação ilimitada e intermidiática, destacando obras como a arte postal, que utilizava o sistema de Correios como um circuito alternativo e subterrâneo de intercâmbio, pautado na solidariedade. Essa abordagem buscou abrir caminhos para superar a censura política e contornar determinadas barreiras econômicas.

## Fazer Artístico
Embora Julio Plaza tenha iniciado sua pesquisa plástica com o figurativo, explorando temas clássicos da arte hegemônica, como paisagens, objetos e naturezas-mortas, sua produção, iniciada na Espanha na década de 1950, ocorreu em um contexto dominado por artistas abstratos e figurativos. Nesse período, Plaza se dedicou à pintura, mas já manifestava interesse por materiais industriais, que mais tarde se tornariam elementos centrais em sua obra.

### Construtivismo
A vanguarda russa e o construtivismo influenciaram sua poética, especificamente no que se refere à relação entre arte e matemática. Sua produção inicial, mais figurativa, deu lugar ao emprego de recursos precisos, objetivos e racionais para a criação das obras, com expressão geométrica, fruto de cálculos e fórmulas matemáticas.
Na produção concreta de Julio Plaza, percebe-se a intenção de aproximar sua obra do público, valorizando a matemática como um elemento presente no cotidiano. Essa abordagem, aliada à possibilidade de reprodutibilidade do trabalho, reforça o afastamento do artista como indivíduo no resultado final das obras. Além disso, sua prática rompia com o cânone renascentista, ao adotar um princípio essencialmente racional.
Sua participação, em 1966, na exposição Rotor-concordância de Arte, organizada por Ignácio Gomés de Liaño em cidades espanholas, é representativa de sua produção artística. Ali, trabalhou com a combinação de figuras geométricas, e, no caso de pinturas, empregou especialmente quadrados em cores. Com madeiras e predominância da cor branca, produziu obras marcadas pela sobreposição, com relevos com versos coloridos, criando camadas plásticas inesperadas.

### Livros de Artista
Sua relação com a poesia concreta, habilidade para o design e experiência na criação de obras de arte concreta conduziram ao interesse pela produção de livros de artista, obras que são tanto livros quanto peças de arte; não são únicas, mas possuem tiragem menor que para um livro comum. Tais obras de Julio Plaza manifestam características da arte concreta: a  racionalidade, matemática e a não gestualidade do artista.
A obra  A Nova Arte de Fazer Livros do mexicano Ulises Carrión inspirou Julio Plaza, especialmente no que se refere ao caráter sequencial do livro. No artigo Livro Como Forma de Arte, publicado em 1982 na revista Arte em São  Paulo, Julio Plaza descreveu e analisou livros em sua forma, conceituando o objeto livro a partir de uma perspectiva de vanguarda.
Livro-Objeto (1968), elaborado por Julio Plaza com poema de Augusto de Campos e editado por Julio Pacello, é um livro pensado como escultura. A partir de sua estrutura geométrica, cores primárias e jogos de palavras ganham uma característica escultural por meio de dobras e recortes feitos nas folhas de papel que compõem o livro. Poemóbiles (1974) e Caixa Preta (1975) também são livros de artista criados em colaboração com Augusto de Campos. 
Além de suas próprias obras, o artista assumiu o papel de editor de livros e revistas. Destacam-se a edição de livros de Villari Herrmann e Ronaldo Azeredo e a colaboração com as revistas Artéria, Código, Viva Há Poesia, On-off e Qorpo Estranho, que não contavam com uma estrutura empresarial, em termos financeiros, editoriais e de organização do trabalho. A escolha por tal formato não foi ocasional para Plaza, pois as revistas eram uma forma de reunir as pessoas em torno de uma nova forma de fazer arte, oferecendo suporte para que pudesse ser reproduzida e distribuída facilmente.

### Interface Arte e Tecnologia
Julio Plaza atuou na interface entre arte e tecnologia. Na Universidad de Puerto Rico, na década de 1970, chegou a organizar um seminário de arte e tecnologia e nos anos seguintes passou a explorar o tema em suas obras, tornando-se um dos nomes mais importantes da arte telemática no Brasil.
Era um entusiasta do videotexto, dominou a técnica, realizou trabalhos, eventos de grande porte e fez publicações sobre o tema, que também foi alvo de sua dissertação de mestrado. O artista pesquisou a tradução intersemiótica em sua pesquisa de doutorado. Seu trabalho é representativo dessa investigação no domínio da linguagem, comunicação e semiótica.
Representativa dessa atuação, Câmara Obscura, videoarte exposta no MAC/USP em 1977, destaca, segundo Walter Zanini, tanto o rigor de sua formação neoconstrutivista quanto as peculiaridades singulares de sua visualidade minimalista. A obra é uma metáfora da câmara escura e das relações entre ambiente e espaço que o público precisa observar, perceber e mentalizar para decodificá-la.
O vídeo ofereceu suporte para suas ideias e experimentações, ensejando sua atuação na arte conceitual e, em 1983, Julio Plaza foi curador da 17.ª Bienal Internacional de São Paulo - Novos Media, Videotexto, na Fundação Bienal.

## Acervos que possuem suas obras
- Museu de Arte Moderna de São Paulo (MAM São Paulo) [76]
- Museu de Arte Contemporânea da Universidade de São Paulo (MAC/USP) [77]
- Museu Universitário de Arte (MUnA) do Instituto de Artes da Universidade Federal de Uberlândia (IARTE/UFU) [78]
- Coleção Livro de Artista da Biblioteca da Escola de Belas Artes Universidade Federal de Minas Gerais (EBA/UFMG) [79]
- Pinacoteca do Estado de São Paulo[80]
- Biblioteca Mário de Andrade[81]
- Fundação Vera Chaves Barcellos[82]
- Coleção Itaú Cultural[83]
- Museus de Arte Brasileira da Fundação Armando Álvares Penteado (MAB/FAAP) [84]